# Thimo Nickl
Thimo Nickl, född 4 december 2001 i Klagenfurt, är en österrikisk professionell ishockeyspelare (back) som just nu spelar för AIK Ishockey, på lån från Rögle BK.